# Meioneta albomaculata
Meioneta albomaculata là một loài nhện trong họ Linyphiidae.
Loài này thuộc chi Meioneta. Meioneta albomaculata được Léon Baert miêu tả năm 1990.